# Incendio de Urumqi de 2022
El 24 de noviembre de 2022, se produjo un incendio en un rascacielos residencial en Urumqi, Sinkiang, China. Diez personas murieron y otras nueve resultaron heridas. Según los medios, la aplicación estricta de la política de «Cero COVID» en China empeoró estas cifras, al impedir que los residentes abandonaran el edificio e interferir con los esfuerzos de los bomberos; las autoridades negaron estas afirmaciones. Los observadores vieron el incendio como un desencadenante de protestas en varias ciudades de China durante los días siguientes, que apuntaban a la política de «Cero COVID», pero en varios casos también pedían el fin del gobierno del Partido Comunista Chino y la dimisión de su secretario general, Xi Jinping.

## Historia Previa
Urumqi es la ciudad capital de Xinjiang, hogar del pueblo uigur. Desde agosto de 2022, el COVID-19 se extendió por todo Xinjiang, obligando al gobierno local a instaurar varias políticas de prevención de epidemias en respuesta, como cuarentenas y pruebas obligatorias. Antes del incendio, la comunidad de Jixiangyuan fue designada como "área de bajo riesgo" y los residentes podían salir de una a dos horas cada día y quedarse en casa el resto. No estaba claro si a las personas se les permitía salir de sus recintos.

## Incendio
El 24 de noviembre de 2022, alrededor de las 19:49 local (11:49  UTC) se produjo un incendio en el piso 15 de un edificio de apartamentos de 21 pisos conocido como Jixiangyuan community building 8, unit 2, room 1502.
Una investigación descubrió que el residente Ayshem Memeteli estaba dándose una ducha caliente, lo que activó el disyuntor. Después de que Ayshem reiniciase el interruptor, su hija notó chispas en una regleta multicontactos. Después de algunos esfuerzos por apagar el incendio provocado, el fuego se descontroló. Avisaron al cuerpo de bomberos 119 y evacuaron a la planta baja. Las autoridades dijeron que se había dejado abierta una puerta ignífuga en el piso 15, lo que permitió la propagación del fuego.
Durante el incendio, los trabajadores de prevención de epidemias no pudieron derribar cercas y barreras a tiempo, y los autos estacionados en la comunidad de Jixiangyuan bloquearon los camiones de bomberos. Las imágenes de video publicadas en las redes sociales muestran que los camiones de bomberos no pueden acercarse al edificio y el agua de las mangueras no puede llegar completamente a la estructura. Se informó que otros videos publicados registraron los gritos de las personas atrapadas en el fuego.
Según el periódico estatal Xinjiang Daily, la comunidad de Jixiangyuan, donde ocurrió el accidente, carecía de suficiente camino para que pasaran los camiones de bomberos, ya que un pasaje de rescate crítico estaba bloqueado por cercas y bolardos para el control de las personas 
positivas y su rastreo.
El fuego fue extinguido 3 horas después, alrededor de las 10:35 p. m. (2:35 pm GMT), tras matar a 10 personas (incluido un niño de tres años) y herir a nueve, según las autoridades.

## Secuelas

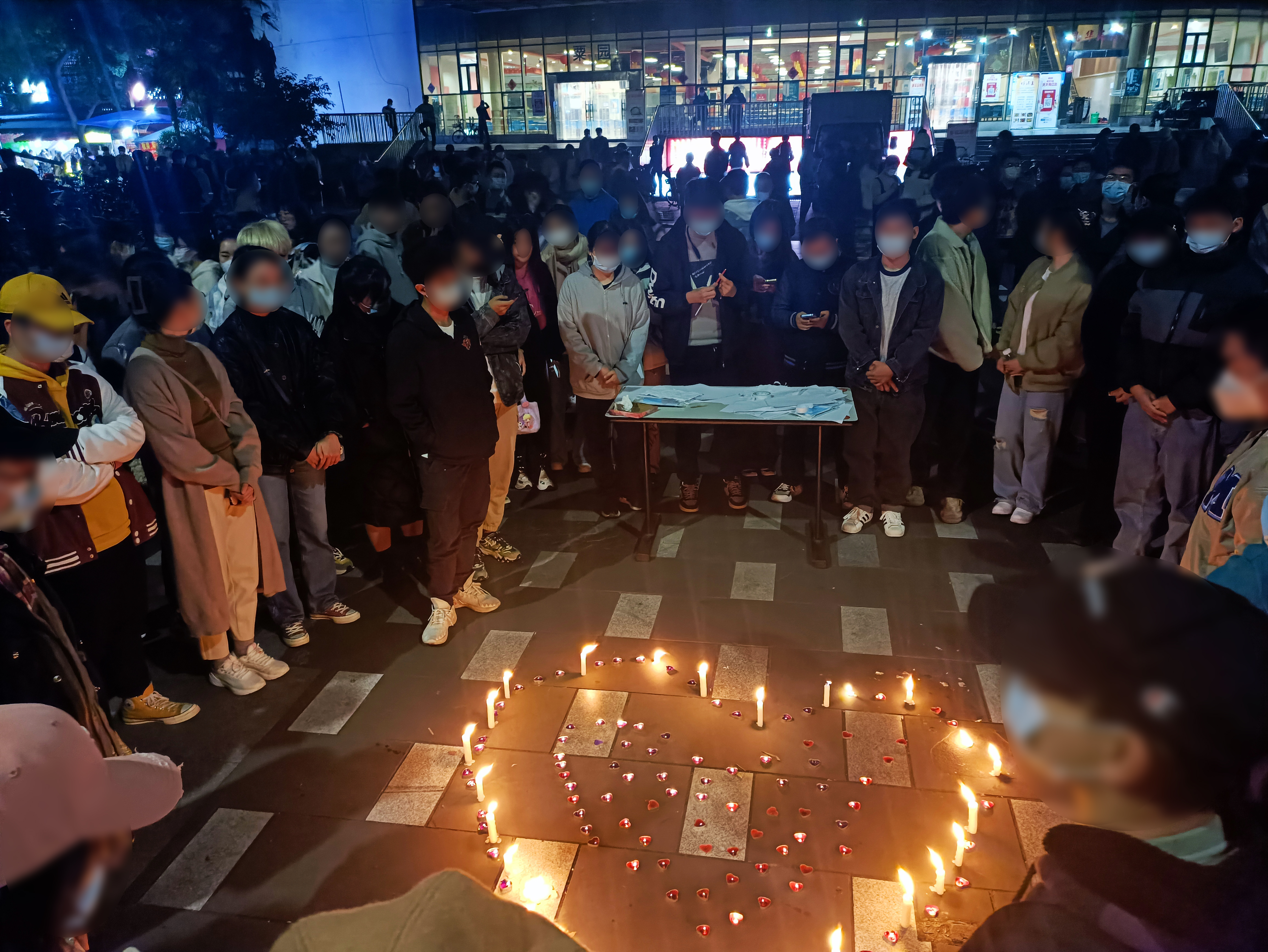
Estudiantes de la Universidad del Sureste de Jiaotong lloran a las víctimas del incendio de Urumqi.

Después del incendio, se llevaron a cabo vigilias y protestas en Sinkiang, Shanghai, Nankín y Pekín, criticando la política de «Cero COVID» del gobierno chino, y algunos pidieron la renuncia del secretario general del PCCh, Xi Jinping. Los miembros del público criticaron las excesivas leyes de prevención de epidemias del gobierno, que sospechan impidieron que los bomberos llegaran al lugar.
En el antiguo barrio de la Concesión francesa de Shanghái, los manifestantes lloraron a las víctimas. Pidieron el fin de la política de «Cero COVID» y que Xi Jinping renuncie.
En Pekín y Nankín, los manifestantes levantaron papeles en blanco para llorar a las víctimas del incendio y criticar la censura de su gobierno. También se produjeron protestas en universidades y colegios como la Universidad Tsinghua, la Universidad de Pekín y la Universidad Sun Yat-sen.[cita requerida]

## Respuesta

### Gobierno chino
El alcalde de Urumqi, Memtimin Qadir se disculpó con los residentes de la ciudad en la noche del 25 de noviembre durante una conferencia de prensa, y prometió una investigación.
Li Wensheng, jefe del Departamento de Bomberos de la ciudad de Urumqi, dijo que la capacidad de algunos residentes para rescatarse a sí mismos era "demasiado débil" y que "no pudieron escapar a tiempo". El politólogo Dali Yang de la Universidad de Chicago propuso que los comentarios de las autoridades sobre los residentes que pudieron bajar las escaleras y escapar pueden haber alimentado aún más la ira pública por haber sido percibidos como culpas de las víctimas.
El 27 de noviembre de 2022, los funcionarios de Xinjiang prometieron aliviar las medidas de cierre sin reconocer la existencia de la protesta.

### Comunidad de Emigrantes Uigures
El académico uigur, Tahir Imin, con sede en Washington D. C., dijo a The New York Times que la respuesta del departamento de bomberos fue terrible y que el fuego no estuvo bajo control durante tres horas a pesar de tener instalaciones y equipos disponibles.
Abdulhafiz Maimaitimin, un exiliado uigur que vive en Suiza, dijo a los periodistas que su tía Qemernisa Abdurahman (también transliterada como Haiernishahan Abdureheman) y cuatro miembros de su familia en China no fueron rescatados a tiempo debido a que vivían en un vecindario de mayoría uigur. También expresaron su preocupación de que los funcionarios chinos no informaran correctamente del número de víctimas.
Merhaba Muhammad, un emigrante uigur que vive en Turquía, también es pariente de Abdurahman. Le dijo a Newsweek que perdió el contacto con su familia en 2016, después de que se fue de Xinjiang para realizar estudios internacionales. Afirmó que más de 44 personas habían muerto en el incendio, citando sus círculos de redes sociales. También enfatizó que el departamento de bomberos local no priorizó salvar a los uigures.
Mohammad y Sharapat Mohammad Ali, también familiares de Abdurahman, expresaron su pesar por el accidente.